# ويليام صموئيل كالفرت
ويليام صموئيل كالفرت هو سياسي كندي، ولد في 3 مارس 1859، وتوفي في 22 فبراير 1930. حزبياً، نشط في الحزب الليبرالي الكندي. وقد انتخب عضو مجلس العموم الكندي.